# John Joseph Krol

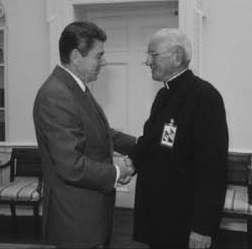
Kardinal Krol (r.) bei US-Präsident Ronald Reagan (1981)

Kardinalswappen

John Joseph Kardinal Krol (* 26. Oktober 1910 in Cleveland, Ohio, USA; † 3. März 1996 in Philadelphia) war römisch-katholischer Erzbischof von Philadelphia.

## Leben
John Joseph Krol studierte in Cleveland, Rom und Washington die Fächer Philosophie und Katholische Theologie. Er empfing am 20. Februar 1937 durch den Bischof von Cleveland, Joseph Schrembs, das Sakrament der Priesterweihe und arbeitete anschließend ein Jahr lang als Gemeindeseelsorger. Nach weiterführenden Studien wurde er im Jahre 1942 Dozent am Seminar von Cleveland. Von 1943 bis 1951 arbeitete er als Vizekanzler, von 1951 bis 1954 als Kanzler der Diözese Cleveland. 
Am 11. Juli 1953 ernannte ihn Papst Pius XII. zum Titularbischof von Cadi und Weihbischof in Cleveland. Die Bischofsweihe spendete ihm der Apostolische Delegat in den Vereinigten Staaten, Erzbischof Amleto Giovanni Cicognani, am 2. September desselben Jahres. Mitkonsekratoren waren der Bischof von Cleveland, Erzbischof Edward Francis Hoban, und Weihbischof Floyd Lawrence Begin aus Cleveland.
1954 wurde John Joseph Krol Generalvikar. Am 11. Februar 1961 ernannte ihn Papst Johannes XXIII. zum Erzbischof von Philadelphia, die Amtseinführung fand am 22. März desselben Jahres statt.
Krol nahm an allen vier Sitzungsperioden des Zweiten Vatikanischen Konzils als Konzilsvater teil.
Papst Paul VI. nahm ihn am 26. Juni 1967 als Kardinalpriester mit der Titelkirche Santa Maria della Mercede e Sant’Adriano a Villa Albani in das Kardinalskollegium auf. In den Jahren 1971 bis 1974 leitete John Joseph Krol als Präsident die Bischofskonferenz der Vereinigten Staaten. Die Leitung des Erzbistums Philadelphia legte er 1988 aus Altersgründen nieder. John Joseph Krol starb am 3. März 1996 in Philadelphia und wurde in der dortigen Kathedrale beigesetzt.